# Mercury Redstone 1
Mercury-Redstone 1 (MR-1) va ser el primer vol de prova no tripulat del programa de Mercury i el primer intent per llançar una astronau "Mercury" amb vehicle de llançament Redstone. Va ser llançat el 21 de novembre de 1960 de Cap Canaveral, Florida, amb la intenció de fer un vol sub-orbital sense tripulació. El llançament va fallar d'una manera estranya a la que es va començar a referir com a el "vol de quatre polzades".

## Rerefons de la prova i fracàs de llançament
El propòsit del vol MR-1 era el de qualificar l'astronau Mercury i el vehicle llançador Mercury-Redstone per missions suborbitals. També es tractava de qualificar el control de vol automàtic, els sistemes de recuperació, i les operacions de terra de llançament, seguiment i recuperació. El vol també pretenia provar el conjunt de sensors que permetien avortar automàticament la missió. Operarien en "open-loop", cosa que vol dir que els sistemes eren capaços de reportar un estat del llançador que requeriria avortar la missió, però no fer-ho realment. Donat que el vol no contenia cap passatger viu, això no suposava un problema de seguretat, a la vegada que impedia que un fals senyal acabés prematurament amb el vol.
La prova va utilitzar l'aeronau Mercury #2 juntament amb el llançador Redstone MR-1; la ubicació del llançament va ser a Cap Canaveral al complex 5.[note 2] Un primer intent de llançament el 7 de novembre va ser cancel·lat a causa de problemes de darrera hora amb la càpsula, així que el llançament va ser replanificat pel 21 de novembre.
Aquell dia, després d'un compte enrere completament normal, el motor del Mercury-Redstone es va encendre tal com estava previst  a les 9:00am EST (14:00 GMT). No obstant, el motor s'aturà de cop, després que el coet s'hagués enlairat de la plataforma de llançament. El coet es va aixecar només 4 polzades (uns 10 cm) abans de tornar a caure a sobre la plataforma de llançament. Les alarmes van sonar immediatament al LC-5 ("Launch Complex 5") però el Redstone no va explotar, simplement va tornar al seu lloc.
Immediatament després de l'aurada del motor Redstone, els coets d'escapament que portava la càpsula van encendre's però sense arrossegar la Mercury amb ells. Van volar fins a una altitud de 1.200 metres i van aterrar 370 metres més enllà. Tres segons després de l'ejecció dels coets d'escapament, la càpsula que estava encara sobre el llançador, va desplegar els paracaigudes (el principal i el de reserva), ejectant en el procés el carenat de l'antena de ràdio. 
Al final, tot el que havia estat llançat era el coet d'escapada. El problema però, era un coet carregat de combustible que s'aguantava damunt la plataforma LC-5 sense res que l'assegurés a ella. Altre perills eren el conjunt de retrocoets de la càpsula i les càrregues preparades per destruir el coet en cas d'haver d'avortar la missió en vol. Per si no fos prou, els paracaigudes principal i de reserva penjaven al costat del coet, amenaçant de tombar-lo si venia un cop d'aire. Afortunadament, les condicions de temps eren prou favorables. El pànic es va escampar per la sala de control i a l'equip de llançament li va costar força trobar opcions ràpides i viables per reconduir la situació. El director de vol va haver de descartar diverses idees poc segures, com la de disparar al coet amb un rifle per fer forats als dipòsits i així aconseguir despressuritzar-los. Al final es va optar per fer cas als enginyers de proves que proposaven, simplement esperar que les bateries del coet s'esgotessin i l'oxidant (oxigen líquid) s'acabés evaporant tot sol. Aquesta falla i el subseqüent pànic van portar a en Cris Kraft (director de vol) a declarar: "Aquesta és la primera regla del control de vols. Si no saps què fer, no facis res". Així que els tècnics van esperar fins l'endemà al matí  quan, amb les bateries de vol ja descarregades i l'oxigen líquid evaporat, s'hi van poder acostar per assegurar-lo totalment. 

## Causes del fracàs
La investigació va revelar que l'aturada del motor Redstone va ser causada per dos cables elèctrics que se separaren en l'ordre incorrecte. Aquests cables eren un cable de control, pel qual passaven diversos senyals de control, i un cable d'alimentació, que proporcionava potència elèctrica i terra. Ambdós cables estaven connectats al coet per la vora inferior d'una aleta de cua i se suposava que es desconnectarien durant el llançament. El cable de control es suposava que s'havia de desconnectar primer, seguit del cable de potència. Tanmateix, per aquest llançament, el cable de control era més llarg del normal perquè era el que s'havia dissenyat pel míssil Redstone en lloc de l'especificat pel combinat Mercury-Redstone. Aquest cable de control més llarg es va bridar per corregir la seva llargària, però quan el vehicle s'envolà, l'escurçament no va funcionar correctament i la separació del cable es va produir tard. En lloc de fer-ho desconnectar-se abans del cable de potència, ho feu 29 mil·lisegons després d'aquest.
Durant aquest breu interval, la manca de presa de terra elèctrica, va causar que un corrent inesperat fluís a través del relé que controlava l'aturada normal del motor al final del vol. L'activació d'aquest relé va causar que el Redstone apagués el seu motor i a més va enviar un senyal de "apagada normal" a la càpsula. En circumstàncies normals, quan la càpsula rep aquest senyal durant un vol, fa dues coses: ejecta el coet d'escapada (que ja no té cap ús), i un cop aquest està lluny, detona els perns explosius que subjecten la càpsula amb el llançador. En el cas del MR-1, la càpsula va ejectar el coet d'escapada, però la seqüència de separació no es va seguir. La càpsula va ser dissenyada per suspendre aquesta separació fins que l'acceleració a la qual estava sotmès el vehicle fos quasi zero. D'aquesta manera es pretenia evitar que la càpsula no fos colpejada pel llançador si aquest seguia accelerant. Això passaria quan els sensors d'acceleració de la càpsula detectessin una acceleració que s'apropava a 0 G, cosa que passaria quan el Redstone s'hagués apagat i entres en caiguda lliure. Tanmateix, dins del MR-1, el Redstone no estava en caiguda lliure sinó aguantat pel terra. Per això els sensors de càpsula van detectar l'efecte del seu propi pes, que van interpretar com una acceleració "constant" de 1G. A causa d'aquesta acceleració aparent, la separació de càpsula no es va produir.
L'ejecció del coet d'escapada va activar el sistema de recuperació amb paracaigudes de la càpsula. Donat que l'altitud era per sota dels 10,000 peus (3,000 m), el sistema va ser activat pels sensors de pressió atmosfèrica i va seguir la seqüència habitual, desplegant el paracaigudes principal. Però com que la càpsula no penjava del paracaigudes principal, el sistema no va detectar tensió en aquest paracaigudes, així que va actuar com si estigués fallant i va desplegar el de reserva.
Com que el sistema automàtic d'avortament del Redstone corria en mode de bucle obert, l'aturada del motor no va provocar un avortament automàtic. Tanmateix, el sistema va informar d'un condició avortament, així que va funcionar correctament.

## Ubicació actual
La càpsula Mercury #2, que es va utilitzar en les missions Mercury-Redstone 1 i Mercury-Redstone 1A, es pot veure al "NASA Ames Exploration Center" prop  de  Mountain View, Califòrnia. Un coet Mercury-Redstone es pot veure  al "U.S. Space and Rocket Center" a Huntsville entre altres llocs.